# Fast Company (1953)
Fast Company is een Amerikaanse filmkomedie uit 1953 onder regie van John Sturges.

## Verhaal
De New Yorkse actrice Carol Maldon heeft de rijstal van haar vader geërfd. Rick Grayton traint er het paard Gay Fleet. Behalve Rick weet niemand dat Gay Fleet niet klaar is voor de paardenrennen. Wanneer hij een wedstrijd met het paard verliest, wil hij het voor een klein bedrag kopen van Carol. De eigenares van een andere rijstal ontdekt zijn plan en brengt Carol op de hoogte.

## Rolverdeling
| Acteur         | Personage              |
| -------------- | ---------------------- |
| Howard Keel    | Rick Grayton           |
| Polly Bergen   | Carol Maldon           |
| Marjorie Main  | Ma Parkson             |
| Nina Foch      | Mercedes Bellway       |
| Robert Burton  | David Sandring         |
| Carol Nugent   | Jigger Parkson         |
| Joaquin Garay  | Manuel Morales         |
| Horace McMahon | 'Two Pair' Buford      |
| Sig Arno       | Hungry Istvan Kulhanek |
| Iron Eyes Cody | Ben Iron Mountain      |